# Надрензе
Надрензе (нім. Nadrensee) — громада в Німеччині, розташована в землі Мекленбург-Передня Померанія, на кордоні з Польщею. Входить до складу району Передня Померанія-Грайфсвальд. Складова частина об'єднання громад Лекніц-Пенкун.
Площа — 20,71 км2. Населення становить 330 ос. (станом на 31 грудня 2020).